# Руска барка
Руска барка или Руски ковчег (рус. Русский ковчег, Русскиј Ковцхег) је експериментална драма из 2002. редитеља Александра Сокурова. У филму неименовани приповедач лута Зимским дворцем у Санкт Петербургу и имплицира да је погинуо у некој ужасној несрећи и да је дух који лебди кроз палату. У свакој просторији сусреће разне стварне и измишљене људе из различитих периода у тристогодишњој историји града. Са њим је и „Европљанин“, који представља маркиза де Кустина, француског путника из 19. века.
Филм је у потпуности снимљен у Зимском дворцу Руског државног музеја Ермитаж 23. децембра 2001. године коришћењем једног континуираног 96 минута дугог кадра снимљеног стедикемом. Понекад наратор и  његов пратилац ступају у интеракцију са другим ликовима, док понекад пролазе непримећени. Филм је уврштен у део главног програма Канског фестивала 2002.

## Прича
Једног зимског дана, мала група мушкараца и жена стиже кочијама до малог бочног улаза у Зимски дворац, обучени у стилу раног 19. века, да присуствују балу који је приредио цар Александар I. Наратор (чија је тачка гледишта увек у првом лицу) сусреће још једног налик духу али видљивог аутсајдера, „Европљанина“, и прати га кроз бројне просторије палате. „Европљанин“ је француски дипломата из 19. века, чини се да је маркиз де Кустин. Он нема ништа осим презира према Русима; он каже наратору да они нису у стању да стварају или цене лепоту као што то чине Европљани, што показују европска блага око њега. Свака просторија манифестује другачији период руске историје, иако периоди нису у хронолошком реду.
Приказани су Петар Велики који малтретира и удара једног од својих генерала; спектакуларно представљање опера и драма у доба Катарине Велике; царска аудијенција у којој се цару Николају I ирански шах нуди формално извињење за смрт амбасадора Александра Грибоједова 1829. године; идиличан породични живот деце цара Николаја II; церемонијалне смене разних пукова Царске гарде; људи који обилазе палату у садашњости; директор музеја шапуће о потреби да се изврши поправка за време владавине Јосифа Стаљина; и очајни Лењинграђанин који прави сопствени ковчег током 900-дневне опсаде града током Другог светског рата.
Следи велики бал, који се одржава у Никољској сали, са многим учесницима у спектакуларним костимима и пуним оркестром диригента Валерија Гергијева уз музику Михаила Глинке, затим дуги завршни излаз са гомилом низ велико степениште. Европљанин каже приповедачу да му је место овде, у свету 1913. где је још све лепо и отмено, и не жели да иде даље. Наратор затим излази уназад кроз ходник и уочава много људи из различитих временских периода како заједно излазе из зграде. Док их посматра, приповедач тихо одлази из поворке, напушта зграду кроз споредна врата и гледа на реку Неву.

## Глумачка подела
- Александар Сокуров као наратор
- Сергеј Донцов као Европљанин
- Марија Кузњецова као Катарина Велика
- Марксим Сергејев као Петар Велики
- Ана Алексакина као Александра Фјодоровна
- Владимир Баранов као Николај II

## Продукција
У филму су приказане 33 просторије музеја, које су испуњене глумачком екипом од преко 2.000 глумаца и три оркестра. Руска барка је снимљена у некомпресованом видеу високе дефиниције помоћу камере Сони ХДВ-Ф900. Другачије од ранијих начина снимања Сокруовљевих филмова, кадрови су снимани на хард диск који је могао да садржи 100 минута који је носио иза сниматеља док је путовао од собе до собе, од сцене до сцене. Према документарцу о снимању филма У једном даху: Руски ковчег Александра Сокурова, направљена су четири покушаја. Први је пропао на петом минуту. После још два неуспела покушаја, остали су са довољно снаге батерије само за један последњи снимак. Четири сата дневног светла такође су скоро нестали. На срећу, последњи снимак је био успешан и филм је завршен за 90 минута. Тилман Бутнер, директор фотографије и стедикем оператер, снимио је филм 23. децембра 2001.
У интервјуу из 2002. Бутнер је рекао да је филмски звук снимљен одвојено. „Сваки пут када бих снимио кадар или би неко други погрешио, ја бих псовао, и то би било снимљено, па смо звук урадили касније.“ Директори осветљења на филму били су Бернд Фишер и Анатолиј Радионов. Редитељ је касније одбио Бутнерову номинацију за награду Европске филмске академије, сматрајући да само цео филм треба да добије награду.

## Постпродукција
У постпродукцији, некомпримовани 87-минутни снимак високе резолуције морао је да се преради до детаља: поред многих уклањања објеката (углавном каблова и друге филмске опреме), компоновања (на пример додатни снег или магла), стабилизације, селективне корекције боја и дигитално додатног фокуса. Цео филм је континуирано и динамички преобликован (промењен у величини), а у одређеним деловима је филм успорен или убрзан. Рад у постпродукцији је трајао неколико недеља и углавном га је извршио монтажер Патрик Вилферт под надзором главног монтажера Сергеја Иванова на систему Инферно. Видео материјал није био конвертован, пре него што је поново пребачен на филнску тракуза дистрибуцију у биоскопима.

## Инспирација
Водич наратора и протагонисте „Европљанин“, заснован је на књизи француског аристократе маркиза де Костина, који је посетио Русију 1839. и написао La Russie en 1839, у којој је Русију приказао на негативан начин. У филму је приказано неколико биографских елемената из Кастиновог живота. Као и Европљанин, маркизова мајка је била пријатељица са италијанским вајаром Кановом и он је сам био веома религиозан. Костинова књига исмева руску цивилизацију као танак слој Европе на азијској души. За Кастина, Европа је била „цивилизација“, док је Азија била „варварство“, а његово стављање Русије као дела Азије, а не Европе, требало је да негира да су Руси имали било какву цивилизацију. Понављајући ово осећање, европски коментари филма да је Русија позориште и да су људи које среће глумци. Маркизово породично богатство долазило је од порцелана, па отуда и интересовање Европљана за севрски порцелан који чека на дипломатски пријем. На крају филма, који приказује последњи империјални бал 1913. године, чини се да Европљанин прихвата Русију као европску нацију.

## Пријем

### Благајна
Филм није имао велики комерцијални успех, иако је као уметнички филм имао одличне резултате на многим територијама. То укључује Велику Британију, Јапан, Кореју, Аргентину, а посебно САД, где је филм и даље један од најуспешнијих немачких и руских филмова последњих деценија.
Руски ковчег је немачко-руска копродукција. Филм је зарадио 3.048.997 долара у Сједињеним Државама и Канади, са 5.641.171 долара на међународном нивоу, што је укупно 8.690.168 долара широм света.

### Пријем код критике
Руска барка је добила високо признање критике. Роџер Еберт је написао: „Поред свега другог, ово је једна од најбоље одрживих идеја које сам икада видео на платну... Ако је биоскоп понекад попут снова, онда је свака монтажа буђење. Руски ковчег врти сањарење сачињено од векова.“
Rotten Tomatoes наводи да је 89% критичара дало филму позитивну рецензију на основу 109 критика, са просечном оценом 7,90/10. Резиме прегледа консензуса гласи: „Колико год успешан колико и амбициозан, Руски ковчег сажима три века руске историје у један, непрекидан, 87-минутни снимак. На порталу Metacritic, који користи просечну оцену критика, филм има оцену 86/100 на основу 32 критике, што указује на „универзално признање“.
Магазин Слент рангирао је филм на 84. место на својој листи најбољих филмова 2000-их. У анкети критичара и читалаца часописа Емпире, проглашен је за 358. највећи филм свих времена.

### Награде
Руски ковчег је добио награду Visions на Међународном филмском фестивалу у Торонту 2002. године, специјалну награду на додели награда круга филмских критичара Сан Франциска 2003. и награду Сребрни кондор за најбољи страни филм од Аргентинског удружења филмских критичара 2004; такође је био номинован за Златну палму на Филмском фестивалу у Кану 2002. године, Златни Хуго на Међународном филмском фестивалу у Чикагу 2002. и награду Ника за најбољи филм 2004. године. Поред тога, Александар Сокуров је 2003. године проглашен за најбољег редитеља на Фанцинеу и номинован је за Европску филмску награду 2002. за најбољу режију. Сниматељ Тилман Бутнер је такође био номинован за разне награде за свој рад на филму, укључујући Европску филмску награду и немачку награду за камеру.